# 학생회관
학생회관(學生會館)은 학교에서 학생들이 식사 및 휴식 등의 학업 외의 활동을 할 수 있도록 설치된 건물이다.

## 같이 보기
- 교수회관
- 동문회관